# بیل دادگین
بیل دادگین (انگلیسی: Bill Dodgin Sr.؛ ۱۷ آوریل ۱۹۰۹ – ۱۶ اکتبر ۱۹۹۹) بازیکن فوتبال اهل بریتانیا بود.
از باشگاه‌هایی که در آن بازی کرده‌است می‌توان به باشگاه فوتبال چارلتون اتلتیک، باشگاه فوتبال ساوت‌همپتون، باشگاه فوتبال بریستول راورز، باشگاه فوتبال لینکولن سیتی، باشگاه فوتبال برنتفورد، باشگاه فوتبال هادرزفیلد تاون، و باشگاه فوتبال لیتون اورینت اشاره کرد.